# لا مينرف (كيبك)
لا مينرف (بالإنجليزية: La Minerve, Quebec)‏ هي بلدية محلية في كيبيك تقع في كندا في Les Laurentides Regional County Municipality. يقدر عدد سكانها بـ 1,234 نسمة ومساحتها 328.10 كم2 .